# Kronobergshed

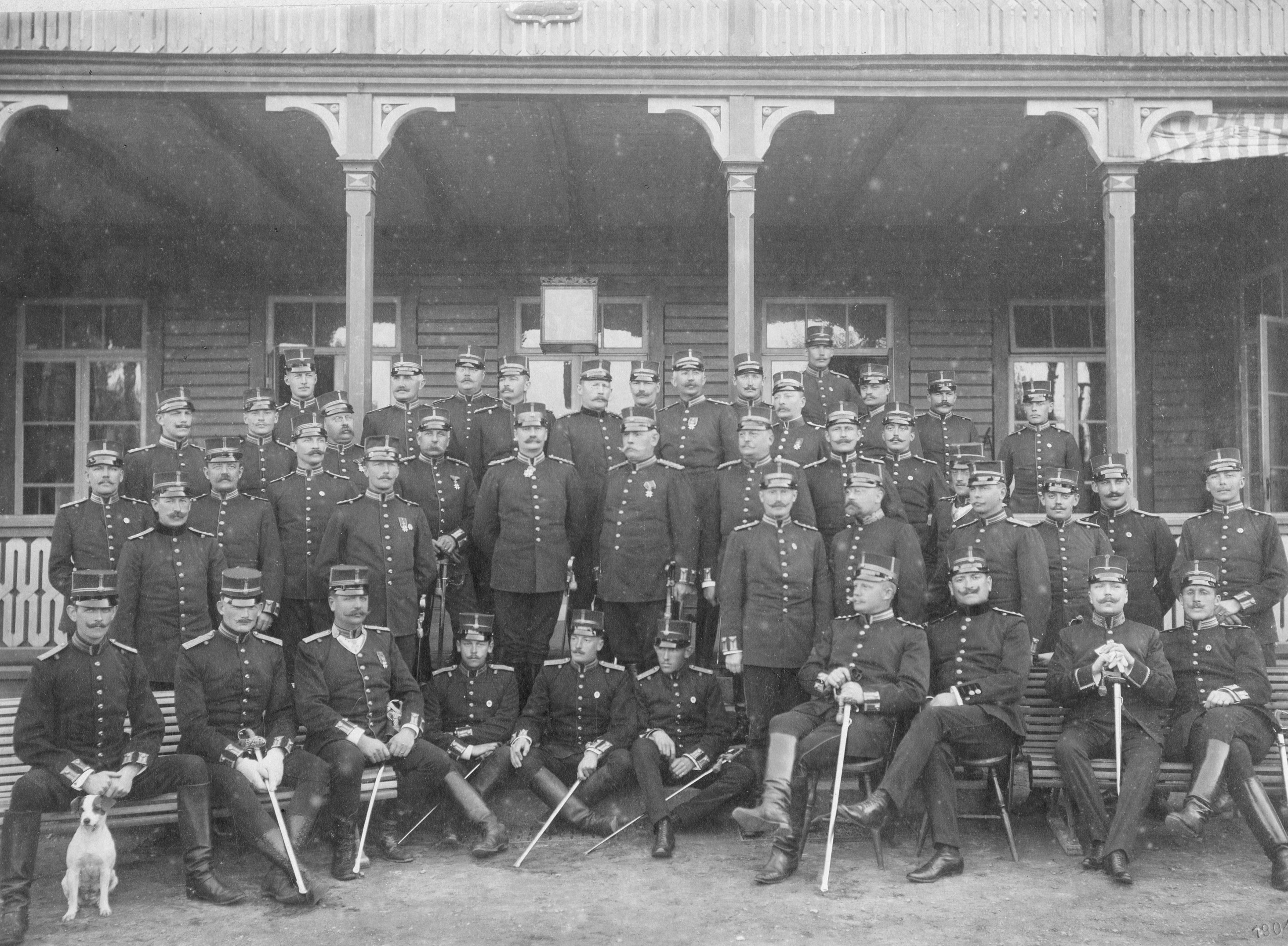
Officerare framför officerspaviljongen, 1904

Kronobergshed eller Dansjö hed var en mötesplats och lägerplats för Kronobergs regemente 1778 till 1919, belägen utanför Moheda i dagens Alvesta kommun. Kronobergshed med intilliggande Grännaforsa var runt förra sekelskiftet brunnsort. 
På Kronobergshed finns idag bland annat Friskolan Kronobergshed, ett flygfält, en golfbana och ett vandrarhem/kursgård. Vissa av de gamla byggnaderna står fortfarande kvar, bland annat sjukhuset som idag används som friskola.

## Historia
Före Karl XI:s regeringstid åren 1672–1697, kan platsen för Kronbergs regementes mönstringar och övningar i fredstid ha förekommit vid  Växjö. Hospitalsgärdet, Bäckalövs backar och stadens avbärgade åkrar blev områden för regementets övningar. Dessa var tyvärr alltför trånga och möjligheterna för övningar kunde endast utnyttjas vissa tider på året. Därför kom önskemål att få en annan mötesplats, men detta skulle dröja till en bra bit in på 1770-talet. 
År 1777 kom ett beslut att Dansjöryd, senare Kronobergshed, skulle vara regementets nya mötesplats. Heden planerades och uppröjdes och nästa år kunde Kronobergs regemente ha sitt första möte på Kronobergshed. På 1840-talet började man vid Norra Grännaforssavägen uppföra depålägret, en samling "halmtält" som skulle bli typiska för Kronobergshed. En av dessa kojor finns kvar men är nu flyttad till hembygdsparken i Moheda. Bakom några backar fanns barackerna samt långa rader med lägerhyddor och den stora vaktbyggnaden. Från början var heden bara 500 m lång och 200 m bred, så när övningarna vid 1800-talets slut tog allt större plats, röjdes en del av skogen väster om heden upp. Detta område fick därför namnet "Fällan". I norra delen av heden låg "Prästkullen". År 1919 restes där en minnessten som minne av den tid på Kronobergs regemente övade på Kronobergshed. Efter övningarnas slut 1919 flyttade regementet till Växjö.
Posten till och från mötesplatsen gick via Växjö 1778–1871 och via Alvesta och Moheda 1864–1919.

## Flygfältet
På 1950-talet flög Linjeflyg och Airtaco på Kronobergsheds flygfält. Utbyggnaden finansierades av Dagens Nyheter och Torvald Andersson, vars flygbolag Airtaco skulle få använda fältet. Idag används fältet av Kronobergs Segelflygklubb för segelflygning och av Smålanda Flygklubb för ultralätt motorflyg.